# 蔡紫 (主持人)
蔡紫（1986年8月18日—），是一名曾主持央视一套《生活圈》、重庆卫视《直通现场》、北京卫视《SK状元榜》等节目的一位女主持人，曾于2007年参与中央电视台主持人大赛后而止步于半决赛，而后于2019年再度参加该比赛时获得文艺类冠军。